# Markuși, Berdîciv
Markuși (în ucraineană Маркуші) este localitatea de reședință a comunei Markuși din raionul Berdîciv, regiunea Jîtomîr, Ucraina.

## Demografie
Componența lingvistică a localității Markuși
     Ucraineană (99,21%)
     Alte limbi (0,79%)
Conform recensământului din 2001, majoritatea populației localității Markuși era vorbitoare de ucraineană (99,21%), existând în minoritate și vorbitori de alte limbi.